# Серменевська сільська рада
Сермене́вська сільська рада (рос. Серменевский сельский совет) — муніципальне утворення у складі Бєлорєцького району Башкортостану, Росія. Адміністративний центр — село Серменево.

## Історія
21 червня 2006 року (підтверджено постановою уряду РФ 10 вересня 2007 року) у складі сільради було утворено присілок Яндек (колишнє селище При станції Серменево), а 21 квітня 2011 року — присілок Ідель.

## Населення
Населення — 2314 осіб (2019, 2384 в 2010, 2262 в 2002).

## Склад
До складу поселення входять такі населені пункти:
| Населений пункт      | Населення, осіб (2002) | Населення, осіб (2010) |
| -------------------- | ---------------------- | ---------------------- |
| Азнагулово, присілок | 333                    | 290                    |
| Дачна, присілок      | 18                     | 34                     |
| Ідель, присілок      | -                      | -                      |
| Сатра, присілок      | 23                     | 19                     |
| Серменево, село      | 1857                   | 2018                   |
| Яндек, присілок      | 31                     | 23                     |